# Elizabeth Haffenden
Elizabeth Haffenden (ur. 18 kwietnia 1906, zm. 29 maja 1976) – brytyjska kostiumografka filmowa.

## Filmografia
- 1936: Wedding Group
- 1944: Daj nam księżyc
- 1947: Wuj Silas
- 1959: Ben Hur
- 1962: Sycylijski ożenek
- 1964: A oto koń siny
- 1966: Oto jest głowa zdrajcy
- 1972: Papież Joanna
- 1975: Honor pułku

## Nagrody i nominacje
Została uhonorowana nagrodą BAFTA i dwukrotnie Oscarem, a także otrzymała dwukrotnie nominację do nagrody BAFTA.